# Ralambo
Ralambo est l'un des trois grands souverains qu'a connu le pays merina (centre de Madagascar). 

## Biographie
Né sous le signe du bélier ou alahamady, il a régné de 1575 apr. J.-C. à 1610, fils du roi Andriamanelo, le roi d'Alasora et de la Reine Randapavola connu sous le nom "Imaintso An'ala". 
Ralambo succède à son père Andriamanelo, il est le seul parmi les sept frères et sœurs ayant survécu et arrivé à l'âge adulte. Bien que son père ait régné à Alasora, c'est au sommet d'Ambohidrabiby, son village natal et le village de son grand-père maternel Rabiby que Ralambo a établi la capitale de son royaume et où il réside avec sa famille et ses conseillers Andriamanalina et Andriandoriamanjaka. Il poursuivit la politique d'expansion et d'unification territoriale de son père. À ses deux villages d'origines Alasora et Ambohidrabiby, il ajouta le royaume d'Imerimanjaka (héritage de ses grands-mères Rangita ET Rafohy). Il continua la conquête de son père aidé de ses conseillers et son oncle Andriandranando, aussi, après avoir conquis la région gravitant autour de Tananarive, attribua à son royaume le nom d'Imerina-Ambaniandro. Plutôt cependant qu'une « invention», il s'agit ici d'une simple officialisation puisque l'appellation même fut en usage longtemps auparavant.
Comme Andriamanelo, Ralambo fait également officie de « héros civilisateur » et on fait remonter à son règne le début de la consommation de la viande de zébu, ainsi que l'institution du Fandroana et le système hova-andriana-andevo. Ce dernier répartit ses sujets en trois groupes de clans, à savoir les andriana ou nobles, les hova ou roturiers et les andevo ou esclaves, dont les membres devaient dorénavant s'astreindre à l'endogamie. Par la suite, ce système fut tant bien que mal répandu sur l'ensemble du pays merina, au fur et à mesure que les héritiers de Ralambo, qui finirent par unifier le territoire, étendirent leur pouvoir.
Ralambo est enterré à l'ouest de sa case royale au sommet de la colline d'Ambohidrabiby. La place de sa tombe bâtie au sud de celle de son grand-père maternel Rabiby révèle que bien qu'étant un grand souverain, Ralambo et sa progéniture sont statutairement inférieurs au roi Rabiby ainsi qu'aux descendants de ce dernier lesquels sont placés sur la partie nord du lieu.